# Парламентские выборы в Габоне (1980)
Парламентские выборы в Габоне проходили 24 февраля 1980 года. Ко времени выборов в Габоне была установлена однопартийная система и Габонская демократическая партия была единственной разрешённой политической партией. Она получила все 89 мест расширенного Национального собрания. Явка избирателей оказалась 108% от числа зарегистрированных избирателей, что было вызвано разрешением регистрироваться непосредственно в день выборов.

## Результаты
| Партия                             | Голоса  | %     | Места | +/– |
| ---------------------------------- | ------- | ----- | ----- | --- |
| Габонская демократическая партия   | 706 004 | 100   | 89    | +19 |
| Недействительных/пустых бюллетеней | 1 061   | –     | –     | –   |
| Всего                              | 707 065 | 100   | 89    | +19 |
| Проголосовавших избирателей/Явка   | 651 589 | 108,5 | –     | –   |
| Источник: Nohlen et al.            |         |       |       |     |